# Systenocentrus
Systenocentrus is een geslacht van hooiwagens uit de familie Sclerosomatidae.
De wetenschappelijke naam Systenocentrus is voor het eerst geldig gepubliceerd door Simon in 1886. 

## Soorten
Systenocentrus omvat de volgende 6 soorten:
- Systenocentrus confucianus
- Systenocentrus galeatus
- Systenocentrus japonicus
- Systenocentrus luteobiseriatus
- Systenocentrus quinquedentatus
- Systenocentrus rufus